# Ludovic Obraniak
Ludovic Obraniak, né le 10 novembre 1984 à Longeville-lès-Metz (Moselle, France), est un footballeur international franco-polonais reconverti entraîneur. Il évoluait au poste de milieu de terrain. Il devient consultant à la fin de sa carrière.

## Biographie

### Formation à Metz
Commençant le football à l'UL Plantières – club de quartier messin – dès l'âge de cinq ans, Ludovic Obraniak arrive au Football Club de Metz quand il en a neuf. Il remporte la Coupe Gambardella 2000-2001 face au SM Caen (2-0).
Il passe par toutes les équipes de jeunes, avant de débuter en Ligue 2 le 30 novembre 2002, lors de la saison 2002-2003. Après huit autres matches disputés majoritairement en tant que remplaçant et une montée en première division, Obraniak ne voit pas son temps de jeu augmenter, et doit ses statistiques aux dix dernières rencontres de la saison. L'année suivante lui permet de poursuivre son apprentissage et de gagner en expérience auprès de son entraîneur Jean Fernandez, après avoir été appelé chez les espoirs français à l'été et disputé un match contre l'Espagne à La Rochelle (entrée en jeu à la cinquante-deuxième minute à la place d'Anthony Le Tallec). À Metz, le joueur devient progressivement l'une des pièces maîtresses lors de la saison 2004-2005, en participant à trente matches de L1.
La saison 2005-2006 est bien plus délicate pour Obraniak et ses coéquipiers, qui doivent attendre plus de trois mois et la quatorzième journée pour obtenir leur première victoire (deux à zéro face à Ajaccio). Le groupe du nouvel entraîneur Joël Muller, dont Obraniak est devenu un titulaire indiscutable, est très mal engagé dans ce championnat. Relégable à partir de la troisième journée, Metz ne sort pas de cette zone, et termine sa saison à la dernière place, avec vingt-et-une défaites au compteur. De retour en Ligue 2, les Messins réussissent à relancer la machine, et se positionnent aux avant-postes du classement. Obraniak ne manque quasiment aucun match, et mène son équipe à la baguette.

### Arrivée au LOSC, et découverte de l'Europe
Au mercato hivernal 2007, Ludovic Obraniak rejoint le LOSC Lille Métropole, après un très bon début de saison personnel, afin de gravir un échelon dans sa carrière. Le FC Metz le cède pour un million deux cent mille euros, et le LOSC met dans la transaction Daniel Gygax, joueur suisse très peu utilisé. Son contrat le lie au club nordiste jusqu'en 2010. 
À son arrivée dans le Nord, il s'adapte plutôt bien au club, étant à l'origine de plusieurs buts. Le 20 février 2007, il dispute son premier match européen face au prestigieux Manchester United, en Ligue des Champions. En championnat, il pousse Mathieu Debuchy sur le banc, et dispute une soixantaine de rencontres en une année et demie, marquée par la bonne progression du LOSC au classement (de la dixième à la septième place). Lors de la saison 2008-2009, il prend un départ rapide, en marquant sept buts en seulement seize apparitions (il est alors le sixième meilleur buteur de L1), et contribue à la mi-saison à la cinquième place acquise par son équipe. Au terme d'une année haletante, le LOSC se qualifie in extrémis pour la Ligue Europa. Malgré l'avènement du jeune Belge Eden Hazard, Obraniak se classe à la deuxième place du classement des buteurs de son club avec neuf unités, derrière Michel Bastos et ses quatorze buts.

### Obraniak choisit la sélection polonaise

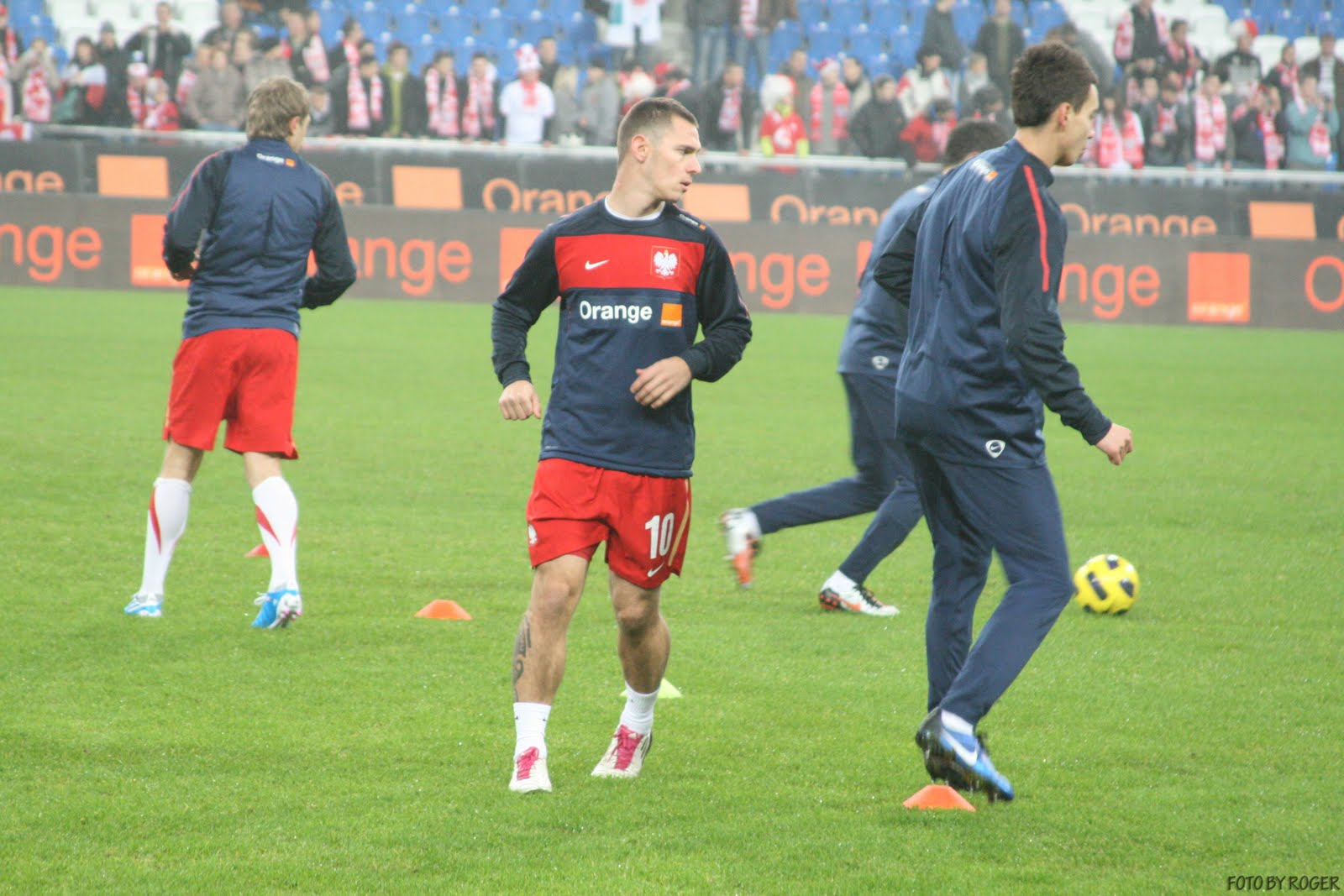
À l'échauffement de Pologne - Côte d'Ivoire.

La rencontre en équipe de France espoirs ne fixant pas définitivement pour la FIFA l'avenir international du joueur, Obraniak choisit la nationalité polonaise à laquelle ses origines lui donnent droit, son grand-père Zygmunt Ubraniak étant né en Pologne et toujours citoyen polonais, et sollicite confirmation auprès du pays. En effet, en vertu du droit du sang en vigueur en Pologne, qui accorde aux enfants la nationalité de leurs parents, Ludovic Obraniak n'a jamais perdu la citoyenneté polonaise qui lui a été transmise de père en fils. Pour lui, la demande de citoyenneté n'aurait pas été inspirée uniquement par des raisons footballistiques, mais plutôt par le désir de renouer avec son héritage. « Je vais être Polonais parce que mes grands-parents étaient polonais. Je suis rattaché à cette culture », avait alors expliqué Obraniak à la presse polonaise.
Le 5 juin 2009, il se voit confirmer officiellement par la Pologne la citoyenneté de ce pays, annonce la porte-parole de l'office de la voïvodie de Mazovie.
Le 12 août 2009, alors qu'il n'a jamais foulé la terre de ses ancêtres, il entre en début de seconde période et inscrit un doublé, lors du match amical contre la Grèce disputé à Bydgoszcz. Grâce à ses deux buts, la Pologne remporte le match. Partenaire de Grzegorz Krychowiak, avec qui il fait chambre commune, et de Michał Żewłakow, il s'intègre tout doucement.

### Remplaçant au LOSC
Malgré le départ de Michel Bastos, la saison 2009-2010 est plus difficile pour Obraniak, qui subit la forte concurrence d'Eden Hazard. Malgré cela, ses statistiques sont honorables, même si la réussite offensive en championnat n'est pas au rendez-vous pour lui, contrairement à celle de son équipe, meilleure attaque de Ligue 1. Un transfert est alors envisagé, plusieurs clubs français et européens s'étant positionnés sur son cas. Convaincant dès sa première rencontre avec la Pologne, il est de nouveau appelé par le nouveau sélectionneur Franciszek Smuda, et prend place dans son collectif au poste de numéro dix. En club, Obraniak oscille entre le terrain et le banc, mais s'en sort convenablement et marque même quelques buts en fin de saison, toutefois inutiles pour Lille, qui perd sa deuxième place et son billet pour la Ligue des Champions lors de la dernière journée, face à Lorient.

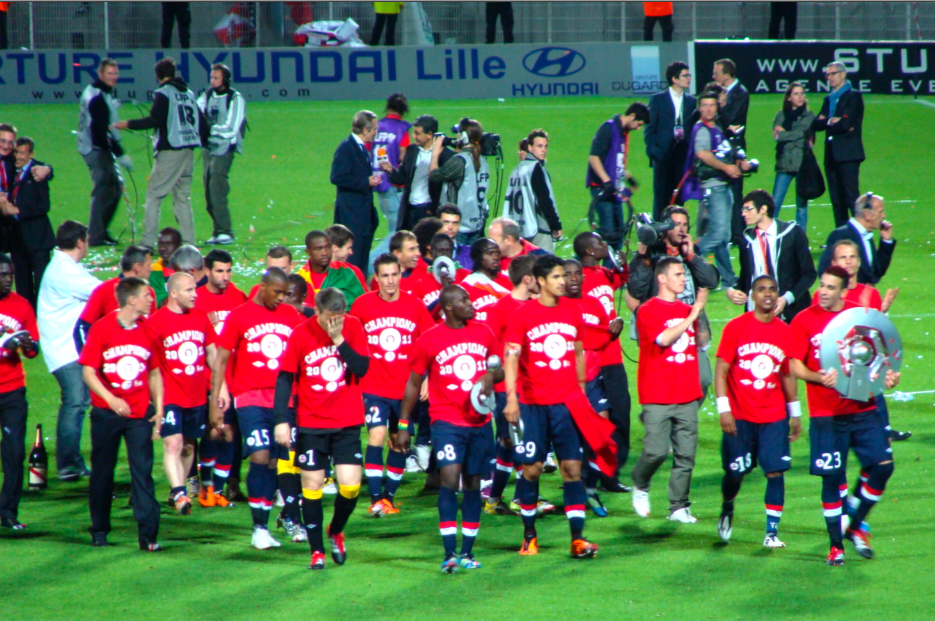
Obraniak (pantalon vert, à droite) est champion de France avec le LOSC.

Voyant le vent tourner, le néo-Polonais tente de trouver une porte de sortie pour la saison 2010-2011. Alors que les contacts sont brûlants entre lui et Auxerre, équipe de son ancien entraîneur Jean Fernandez, le transfert ne se fait pas pour des raisons financières (entre les deux clubs), et Obraniak est contraint de rester au LOSC. Il perd sa place de titulaire en championnat mais se montre décisif lors de ses entrées, et forme avec Túlio de Melo la paire la plus efficace du banc de touche lillois. Il trouve également du temps de jeu lors des coupes nationales et en Ligue Europa, ou alors en sélection, où il délivre de nombreuses passes décisives (contre les États-Unis ou la Côte d'Ivoire par exemple). 
Sa situation ne change pas en cours de saison, Lille ayant de très bons résultats sans lui et se battant pour le titre avec Marseille. Le 14 mai, Obraniak entre en jeu à dix minutes de la fin en finale de Coupe de France et débloque la situation sur coup franc,. Sur le côté droit, il place une frappe au second poteau qui lobe Grégory Coupet, le gardien du Paris Saint-Germain, et offre le titre à son club cinquante-six ans après son dernier succès dans la compétition. Une semaine plus tard, lors de la dernière journée de Ligue 1, il ouvre le score face à ce même PSG au Parc des Princes (score final 2-2), et soulève le trophée de champion de France.

### Un nouveau départ à Bordeaux
Considéré comme un joker de luxe par Rudi Garcia, Obraniak souhaite obtenir plus de temps de jeu en vue de l'Euro qu'il doit disputer avec la Pologne. Il s'engage en ce sens, le 12 janvier 2012, avec les Girondins de Bordeaux dirigés par Francis Gillot sur une durée de trois ans et demi. Le montant du transfert est estimé à un million d'euros, son contrat avec le LOSC ne courant que jusqu'en juin. Obraniak joue son tout premier match avec Bordeaux le 21 janvier contre Créteil en coupe de France. Le 4 février, Obraniak marque son premier but sous ses nouvelles couleurs face à Toulouse d'un superbe coup franc. Une semaine plus tard, face à ses anciens coéquipiers lillois, il réalise un doublé lors des derniers instants du match, permettant aux Aquitains de s'imposer cinq buts à quatre et de remonter à la huitième place, leur meilleur classement de la saison à cet instant. Lors de l'ultime journée, pour un match décisif pour la cinquième place qualificative en Ligue Europa face à l'AS Saint-Étienne, il réalise une passe décisive en ciseau pour Cheick Diabaté et mène les Girondins de Bordeaux vers une victoire 3-2.
Lors de la reprise de la nouvelle saison, il part avec un statut de titulaire et contre Évian Thonon Gaillard, il inscrit un but et délivre une passe décisive. Lors de la deuxième journée, il donne la victoire contre Rennes (1-0). Le 19 octobre 2012, il marque encore contre Lille (1-1). Le 31 mai 2013, il remporte une nouvelle coupe de France contre Évian (3-2).
En 2013-2014, il est titulaire à Libreville pour la finale du Trophée des champions contre le PSG (défaite 2-1) et marque quatre buts en championnat jusqu'à la trêve. Le 18 janvier 2014 à Bastia, il dispute sa dernière rencontre sous le scapulaire girondin (défaite 1-0).

### Werder Brême
Le 31 janvier 2014, Obraniak signe un contrat de deux ans et demi avec le Werder Brême. Il marque son premier but sous ses nouvelles couleurs lors de sa deuxième apparition d'un coup franc contre le Borussia Mönchengladbach.

### Rizespor
Peu utilisé à Brême après l'arrivée d'un nouvel entraîneur (Viktor Skripnik), il est prêté au club turc de Rizespor au mercato hivernal de la saison 2014-2015. Il marque son premier but le 1er février, à la 35e minute du match contre Genclerbirligi et termine la saison avec deux buts et cinq passes décisives en seize matches.

### Maccabi Haifa
À son retour en Allemagne, prié de s'entrainer avec les jeunes du Werder, il trouve finalement une porte de sortie le 25 août 2015 en s'engageant pour le Maccabi Haifa. Alors qu'il a des pistes en Angleterre, Grèce, Japon ou même en France, il privilégie cette option israélienne afin de garantir ses revenus financiers tout en ayant un challenge sportif intéressant. Le 25 mai 2016, il inscrit l'unique but de la victoire de son club en finale de la coupe d'Israël (victoire 1-0 contre le Maccabi Tel-Aviv). 
Le 19 août 2016, le joueur résilie son contrat à l'amiable, à la suite de l'élimination en Ligue Europa et l'éviction de l'entraineur Ronni Levi. Le joueur se déclare alors favorable à un retour en France.

### AJ Auxerre
Le 4 novembre 2016, il signe un contrat de deux ans en faveur de l'AJ Auxerre, dernier de Ligue 2. Il fait ses débuts sous ses nouvelles couleurs une semaine plus tard lors d'un match de coupe de France (victoire 1-4 contre Saint-Sernin).
Le 18 novembre, il débute à l'Abbé-Deschamps contre le Racing Club de Lens (1-1). Le milieu distribue sa première passe décisive face à Nîmes Olympique le 29 novembre (victoire 2-0). Le 19 mai, après une ultime victoire contre le Red Star (1-0), l'équipe entraînée par Cédric Daury se sauve en Ligue 2 avec une dix-septième place.
Durant l'intersaison, Francis Graille succède à Guy Cotret à la présidence du club et nomme Francis Gillot comme entraîneur. Sous les ordres de son ancien-entraîneur à Bordeaux, Obraniak commence la saison comme titulaire. Il réussit trois passes décisives jusqu'à la trêve, mais faute de résultats suffisants, l'entraîneur est limogé. Son successeur Pablo Correa ne compte pas sur le joueur, qui joue pour la dernière fois contre Les Herbiers en Coupe de France, le 6 février 2018 (défaite 0-3). En championnat, l'équipe accroche la onzième place de Ligue 2.
Le 4 octobre 2018, Ludovic Obraniak annonce qu'il met un terme à sa carrière.

### Média FC
Le 10 novembre 2018, le Média FC, pensionnaire du championnat de Foot Loisir, officialise l'arrivée de Ludovic Obraniak. À l'issue de la saison l'équipe est championne de Foot Loisir 2019. Le 14 mai 2019, il remporte également avec le Média FC le "tournoi de la presse 2019" organisé par la FFF.

## Reconversion comme consultant et entraîneur
Dès l'annonce de la fin de sa carrière sportive, il devient consultant chez RMC notamment dans les Grandes Gueules du Sports, l'After Foot et RMC Sport Show.
En janvier 2020, il quitte RMC et rejoint La chaîne L'Équipe en tant que consultant dans les émissions L'Équipe d'Estelle et L'Équipe du soir.
Entraîneur-adjoint à l'IC Lambersart jusqu'en 2021, il s'engage ensuite pour être entraîneur sans diplôme du Touquet AC, club de National 3,.

## Engagement politique
En vue des élections municipales 2020, il s'engage sur la liste de Marc-Philippe Daubresse (LR) qui brigue la mairie de Lille, y étant chargé du volet sportif. Il explique ne pas être intéressé par l'étiquette LR du candidat et avoir voulu s'engager pour contribuer à la politique sportive de la ville. Ne recueillant que 8 % des voix, sa liste est éliminée dès le premier tour.

## Statistiques

### Statistiques détaillées
| Saison                | Club                   | Championnat           | Championnat | Championnat | Coupe nationale | Coupe nationale | Coupe de la Ligue | Coupe de la Ligue | Supercoupe | Supercoupe | Compétition(s) continentale(s) | Compétition(s) continentale(s) | Compétition(s) continentale(s) | Pologne | Pologne | Total | Total |
| Saison                | Club                   | Division              | M.          | B.          | M.              | B.              | M.                | B.                | M.         | B.         | Comp.                          | M.                             | B.                             | M.      | B.      | M.    | B.    |
| 2002-2003             | FC Metz                | Ligue 2               | 9           | 0           | 2               | 0               | 2                 | 0                 | -          | -          | -                              | -                              | -                              | -       | -       | 13    | 0     |
| 2003-2004             | FC Metz                | Ligue 1               | 9           | 0           | 1               | 0               | 1                 | 0                 | -          | -          | -                              | -                              | -                              | -       | -       | 11    | 0     |
| 2004-2005             | FC Metz                | Ligue 1               | 30          | 2           | 2               | 0               | 1                 | 0                 | -          | -          | -                              | -                              | -                              | -       | -       | 33    | 2     |
| 2005-2006             | FC Metz                | Ligue 1               | 31          | 1           | 2               | 0               | 1                 | 0                 | -          | -          | -                              | -                              | -                              | -       | -       | 34    | 1     |
| 2006-2007             | FC Metz                | Ligue 2               | 20          | 2           | 3               | 0               | 1                 | 0                 | -          | -          | -                              | -                              | -                              | -       | -       | 24    | 2     |
| Sous-total            | Sous-total             | Sous-total            | 99          | 5           | 10              | 0               | 6                 | 0                 | -          | -          | -                              | -                              | -                              | -       | -       | 115   | 5     |
| 2006-2007             | Lille OSC              | Ligue 1               | 17          | 0           | 1               | 0               | -                 | -                 | -          | -          | C1                             | 2                              | 0                              | -       | -       | 20    | 0     |
| 2007-2008             | Lille OSC              | Ligue 1               | 35          | 2           | 3               | 0               | 1                 | 0                 | -          | -          | -                              | -                              | -                              | -       | -       | 39    | 2     |
| 2008-2009             | Lille OSC              | Ligue 1               | 33          | 9           | 3               | 0               | 1                 | 0                 | -          | -          | -                              | -                              | -                              | -       | -       | 37    | 9     |
| 2009-2010             | Lille OSC              | Ligue 1               | 29          | 4           | 1               | 0               | 2                 | 0                 | -          | -          | C3                             | 11                             | 2                              | 8       | 2       | 51    | 8     |
| 2010-2011             | Lille OSC              | Ligue 1               | 26          | 2           | 6               | 1               | 2                 | 0                 | -          | -          | C3                             | 9                              | 1                              | 8       | 2       | 51    | 6     |
| 2011-2012             | Lille OSC              | Ligue 1               | 12          | 2           | -               | -               | 1                 | 0                 | 1          | 0          | C1                             | 5                              | 0                              | 4       | 0       | 23    | 2     |
| Sous-total            | Sous-total             | Sous-total            | 152         | 19          | 14              | 1               | 7                 | 0                 | 1          | 0          | -                              | 27                             | 3                              | 20      | 4       | 221   | 27    |
| 2011-2012             | Girondins de Bordeaux  | Ligue 1               | 17          | 4           | 2               | 0               | -                 | -                 | -          | -          | -                              | -                              | -                              | 6       | 1       | 25    | 5     |
| 2012-2013             | Girondins de Bordeaux  | Ligue 1               | 30          | 6           | 5               | 1               | -                 | -                 | -          | -          | C3                             | 8                              | 1                              | 6       | 1       | 49    | 9     |
| 2013-2014             | Girondins de Bordeaux  | Ligue 1               | 21          | 4           | 1               | 0               | 2                 | 0                 | 1          | 0          | C3                             | 4                              | 0                              | -       | -       | 29    | 4     |
| Sous-total            | Sous-total             | Sous-total            | 68          | 14          | 8               | 1               | 2                 | 0                 | 1          | 0          | -                              | 12                             | 1                              | 12      | 2       | 103   | 18    |
| 2013-2014             | Werder Brême           | Bundesliga            | 10          | 1           | -               | -               | -                 | -                 | -          | -          | -                              | -                              | -                              | 2       | 0       | 12    | 1     |
| 2014-2015             | Werder Brême           | Bundesliga            | 2           | 0           | 1               | 0               | -                 | -                 | -          | -          | -                              | -                              | -                              | -       | -       | 3     | 0     |
| Sous-total            | Sous-total             | Sous-total            | 12          | 1           | 1               | 0               | -                 | -                 | -          | -          | -                              | -                              | -                              | 2       | 0       | 15    | 1     |
| 2014-2015             | Çaykur Rizespor (prêt) | Süper Lig             | 16          | 2           | 2               | 0               | -                 | -                 | -          | -          | -                              | -                              | -                              | -       | -       | 18    | 2     |
| Sous-total            | Sous-total             | Sous-total            | 16          | 2           | 2               | 0               | -                 | -                 | -          | -          | -                              | -                              | -                              | -       | -       | 18    | 2     |
| 2015-2016             | Maccabi Haïfa          | Ligat Toto            | 26          | 3           | 4               | 0               | -                 | -                 | -          | -          | -                              | -                              | -                              | -       | -       | 30    | 3     |
| 2016-2017             | Maccabi Haïfa          | Ligat Toto            | -           | -           | -               | -               | -                 | -                 | -          | -          | C3                             | 2                              | 0                              | -       | -       | 2     | 0     |
| Sous-total            | Sous-total             | Sous-total            | 26          | 3           | 4               | 0               | -                 | -                 | -          | -          | -                              | 2                              | 0                              | -       | -       | 32    | 3     |
| 2016-2017             | AJ Auxerre             | Ligue 2               | 20          | 0           | 5               | 0               | -                 | -                 | -          | -          | -                              | -                              | -                              | -       | -       | 25    | 0     |
| 2017-2018             | AJ Auxerre             | Ligue 2               | 16          | 0           | 3               | 0               | 1                 | 0                 | -          | -          | -                              | -                              | -                              | -       | -       | 20    | 0     |
| Sous-total            | Sous-total             | Sous-total            | 36          | 0           | 8               | 0               | 1                 | 0                 | -          | -          | -                              | -                              | -                              | -       | -       | 45    | 0     |
| Total sur la carrière | Total sur la carrière  | Total sur la carrière | 409         | 44          | 47              | 2               | 16                | 0                 | 2          | 0          | -                              | 41                             | 4                              | 34      | 6       | 549   | 56    |

### Buts internationaux
| 0     | Date | Lieu | Compétition | Résultat | Adversaire | Détail | Détail | Détail | Sél. |
| ----- | --- | --- | --- | --- | --- | --- | --- | --- | --- |
| 1er   | 12 août 2009 | Stade Zdzisław-Krzyszkowiak, Bydgoszcz, Pologne                                                                             | Match amical | V 2-0 | Grèce | 47e | du tibia droit | 1-0 | 1re |
| 2e    | 12 août 2009 | Stade Zdzisław-Krzyszkowiak, Bydgoszcz, Pologne                                                                             | Match amical | V 2-0 | Grèce | 79e | du pied gauche | 2-0 | 1re |
| 3e    | 12 octobre 2010 | Stade Saputo, Montréal, Canada                                                                                              | Match amical | N 2-2 | Équateur | 70e | du pied gauche | 1-2 | 11e |
| 4e    | 17 novembre 2010 | Stade municipal, Poznań, Pologne                                                                                            | Match amical | V 3-1 | Côte d'Ivoire | 66e | c.f du pied gauche | 2-1 | 12e |
| 5e    | 2 juin 2012 | Stade Polonia Bydgoszcz, Bydgoszcz, Pologne                                                                                 | Match amical | V 4-0 | Andorre | 13e | du pied gauche | 1-0 | 23e |
| 6e    | 14 novembre 2012 | PGE Arena, Gdańsk, Pologne                                                                                                  | Match amical | P 1-3 | Uruguay | 64e | du pied gauche | 1-2 | 30e |
| Total | 6 buts (5 du pied gauche et 1 du tibia droit), dont 1 coup franc, en 34 sélections entre le 12 août 2009 et le 13 mai 2014. | 6 buts (5 du pied gauche et 1 du tibia droit), dont 1 coup franc, en 34 sélections entre le 12 août 2009 et le 13 mai 2014. | 6 buts (5 du pied gauche et 1 du tibia droit), dont 1 coup franc, en 34 sélections entre le 12 août 2009 et le 13 mai 2014. | 6 buts (5 du pied gauche et 1 du tibia droit), dont 1 coup franc, en 34 sélections entre le 12 août 2009 et le 13 mai 2014. | 6 buts (5 du pied gauche et 1 du tibia droit), dont 1 coup franc, en 34 sélections entre le 12 août 2009 et le 13 mai 2014. | 6 buts (5 du pied gauche et 1 du tibia droit), dont 1 coup franc, en 34 sélections entre le 12 août 2009 et le 13 mai 2014. | 6 buts (5 du pied gauche et 1 du tibia droit), dont 1 coup franc, en 34 sélections entre le 12 août 2009 et le 13 mai 2014. | 6 buts (5 du pied gauche et 1 du tibia droit), dont 1 coup franc, en 34 sélections entre le 12 août 2009 et le 13 mai 2014. | 6 buts (5 du pied gauche et 1 du tibia droit), dont 1 coup franc, en 34 sélections entre le 12 août 2009 et le 13 mai 2014. |

## Palmarès

### En club
- Champion de France en 2011 avec le Lille OSC
- Vainqueur de la Coupe de France en 2011 avec le Lille OSC et en 2013 avec les Girondins de Bordeaux
- Vainqueur de la Coupe d'Israël en 2016 avec le Maccabi Haifa
- Champion de France de Ligue 2 en 2007 avec le FC Metz
- Vainqueur de la Coupe Gambardella en 2001 avec le FC Metz
- Finaliste du Trophée des Champions en 2011 avec le Lille OSC et en 2013 avec les Girondins de Bordeaux

### En équipe nationale
Ludovic Obraniak fait partie de la sélection de l'équipe de Pologne ;
- 34 sélections et 6 buts entre 2009 et 2014
- Participation au Championnat d'Europe des Nations en 2012 (Premier Tour)

### Note
1. ↑  Lorsque son grand-père est venu en France, une erreur de transcription a transformé son nom de famille, Ubraniak, en Obraniak.